# Voie romaine d'Agrippa (Saintes-Lyon)
Pour les articles homonymes, voir Via Agrippa.
La Voie romaine d'Agrippa (Saintes-Lyon) fait partie d'un des quatre grands axes routiers du réseau d'Agrippa, établi par les Romains à partir de Lugdunum, l'antique capitale des Gaules, sous l'impulsion de Marcus Vipsanius Agrippa, général et gendre d'Auguste, à partir de 27 av. J.-C.. 
Cette voie, qui figure sur la table de Peutinger, reliait Lyon (Lugdunum) à Saintes (Mediolanum Santonum) par Clermont-Ferrand (Augustonemetum) et Limoges (Augustoritum). 
Cette voie porte le numéro VR 27 entre Saintes et Limoges dans la numérotation des voies romaines en France (K. Miller, XIXe siècle).

## Historique
La voie a été conçue et construite par Agrippa, au Ier siècle, pour établir une liaison entre Lyon et Saintes. Ainsi, Lyon se trouvait au carrefour de quatre voies : Lyon-Boulogne, Lyon-Cologne, Narbonnaise le long de la vallée du Rhône, et Lyon-Saintes.
Les routes furent laissées sans entretien dès le Ve siècle, mais cette voie est encore très visible, soit recouverte sur certains tronçons par des routes départementales, soit comme chemin rural continuant tout droit à travers champs et bois.
Elle a parfois pris localement le nom de « chemin des Romains » ou Chemin chaussé,.

## Itinéraire
- Par des routes, chemins existants ou disparus : (de Lyon et Limoges) - Aixe-sur-Vienne, les Bouchats, Saint-Auvent, forêt de Rochechouart, D.208, la Petite Lande (nord de Rochechouart), Chassenon, gué à la Soutière, crête au nord-est de Saint-Quentin-sur-Charente et Suris, la Pouillerie, Mazières, Margnac, Les Granges.
- Puis par les routes départementales 45, 119, 188, 55, 159 et des chemins ruraux entre les tronçons recouverts par les départementales : Coulgens - (… 10 km …) - Basse - 4 km - théâtre gallo-romain des Bouchauds - Saint-Cybardeaux - Rouillac - 4 km - Les Villairs - 6 km -entre Rulle et Herpes- 3 km - Sainte-Sévère - 6 km - passe au nord de Cherves, au Ferry- Chez Trocada - 1 km - Le Chausset - 2 km - Chez Jouannais - 2 km - Pidou - 2 km - Saint-Sauvant - 6 km - Saintes.

## Description, étapes
Cet axe routier est presque constamment de direction est-ouest, le plus souvent en ligne droite, depuis Lyon, Feurs (Forum Segusiavorum) et Limoges. Il est plausible que cette voie ait repris en tout ou partie un chemin gaulois préexistant ; il s'agirait donc d'une voie préromaine que les colonisateurs auraient modernisée à l'époque de l'empereur Auguste.
Venant de Limoges, la voie d'Agrippa traverse la Vienne à Aixe-sur-Vienne. Sa connaissance dans cette partie est délicate. Elle passerait légèrement au sud de Cognac-la-Forêt et près de Rochechouart. Des vestiges sont encore visibles à Saint-Auvent, mais il semblerait qu'il ne s'agisse pas ici de la via Agrippa mais d'une voie gallo-romaine secondaire plus tardive, du réseau des viae Vicinalae, réseau secondaire de liaison avec les plus grandes voies romaines.

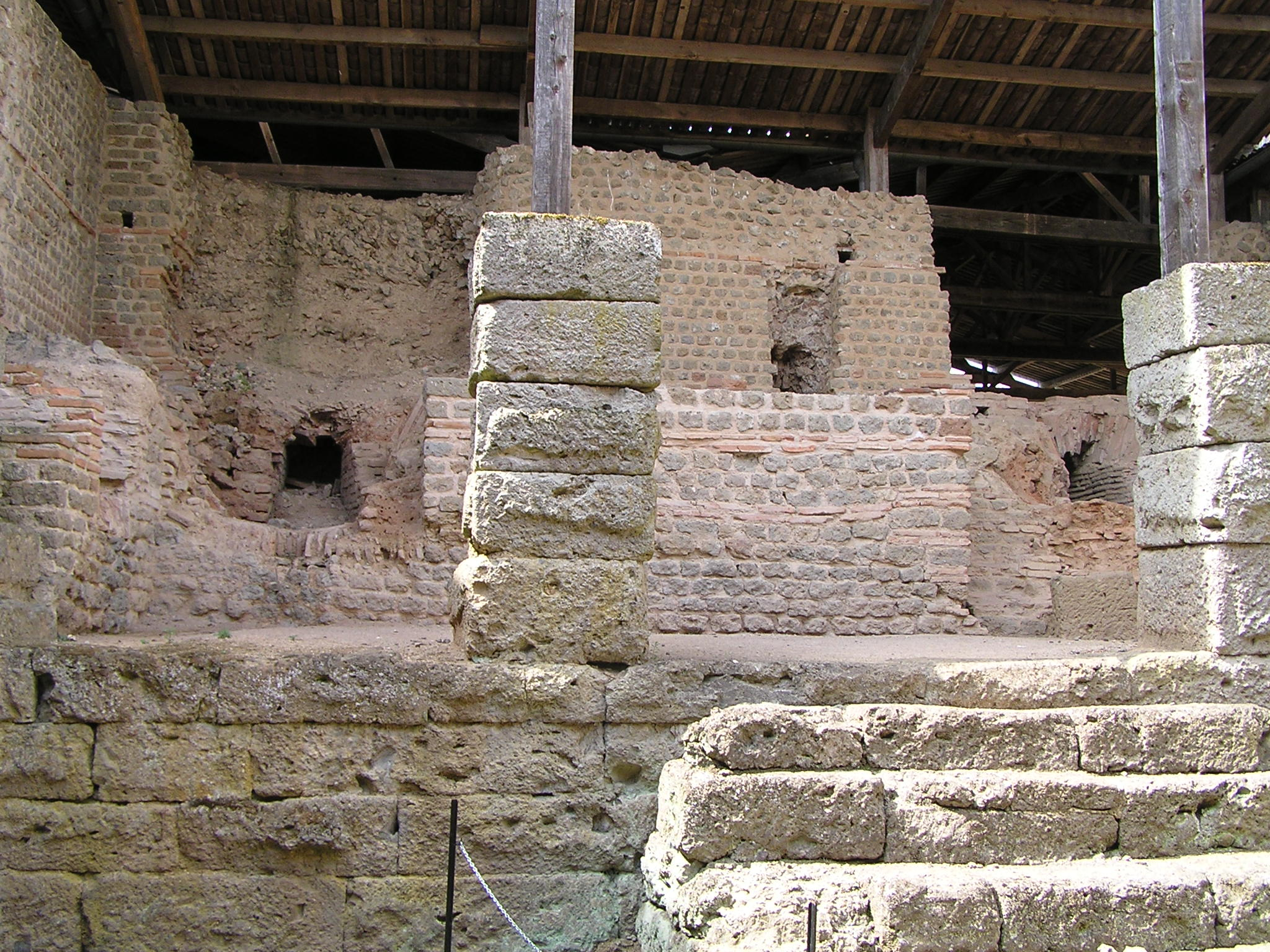
Les thermes de Chassenon.

La via Agrippa entre dans le département de la Charente en débouchant sur l'actuelle commune de Chassenon. Celle-ci correspond à l'antique Cassinomagus où se trouvait un complexe gallo-romain monumental, établi entre le Ier et le IVe siècle. La voie desservait cette agglomération antique par le sud. 
Installée sur un plateau bordé par la Vienne, Cassinomagus, indiquée sur la table de Peutinger, était une agglomération urbaine secondaire située en territoire lémovice. Elle est remarquable par ses thermes et par sa situation géologique, au centre d'un impact d'astéroïde de 20 km de diamètre (l'astroblème de Rochechouart-Chassenon) qui fournit une pierre de construction très particulière (une brèche verte).
La voie d'Agrippa traverse ensuite la Graine au moulin de la Soutière, et passe au nord-est de Saint-Quentin-sur-Charente, par des champs appelés encore au XIXe siècle lous chiamps roumis. Sur cette crête (ligne de partage des eaux Loire-Charente) la voie d'Agrippa croisait aussi une autre voie antique sud-nord appelée chemin ferré, allant de Périgueux à Poitiers et qui passait par Nontron, Videix, La Péruse, Charroux. La parcelle cadastrale de ce croisement porte encore aujourd'hui le nom les Chaussades, sur la commune de Suris.
À Saint-Quentin-sur-Charente se trouve également une bifurcation avec la voie secondaire Limoges-Angoulême, appelée aussi chemin des Anglais, qui se dirige au sud-ouest vers Mouzon, L'Arbre, Saint-Sornin, Vilhonneur, Pranzac, le Quéroy, entrant à Angoulême par La Bussatte.
C'est vers Mazières que bifurquait l'ancien itinéraire, celui de la table de Peutinger, par Aulnay-de-Saintonge, l'antique Aunedonnacum (voir plus loin). Descendant des collines argileuses de Charente limousine et passant en pays calcaire près des Frauds, entre Taponnat et Chasseneuil-sur-Bonnieure, la voie d'Agrippa apparaît plus nettement grâce à de grandes lignes droites, aussi parce qu'il s'agit d'une section nouvellement tracée par les Romains jusqu'à Saintes.

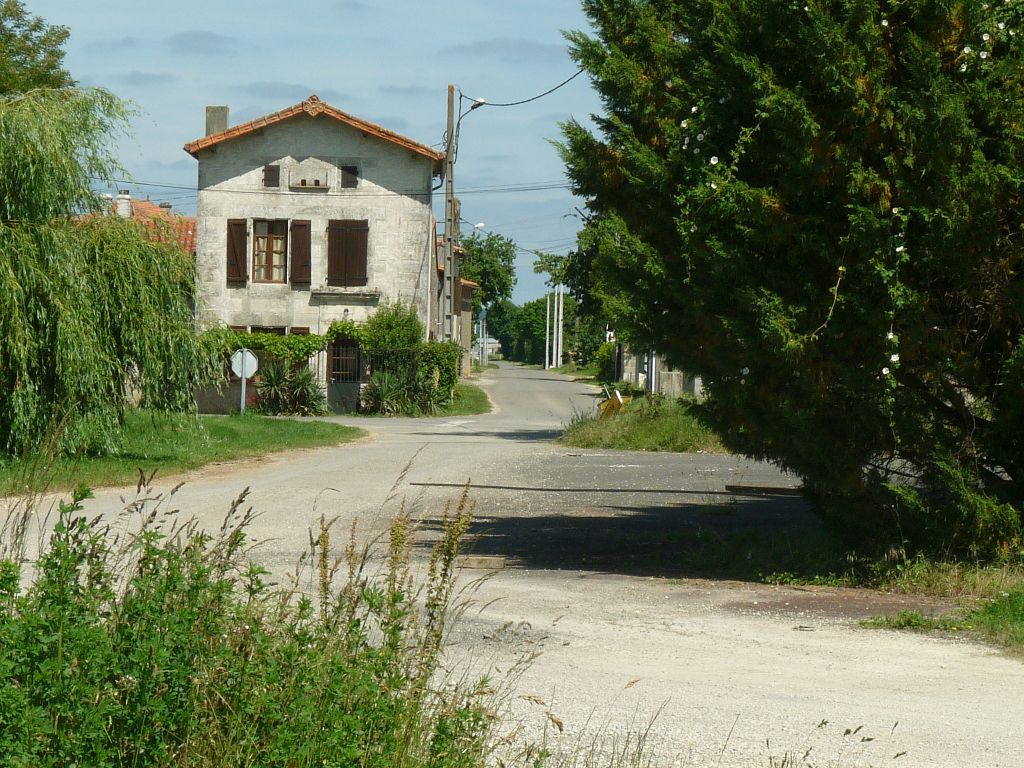
Croisement à l'Aiguille.

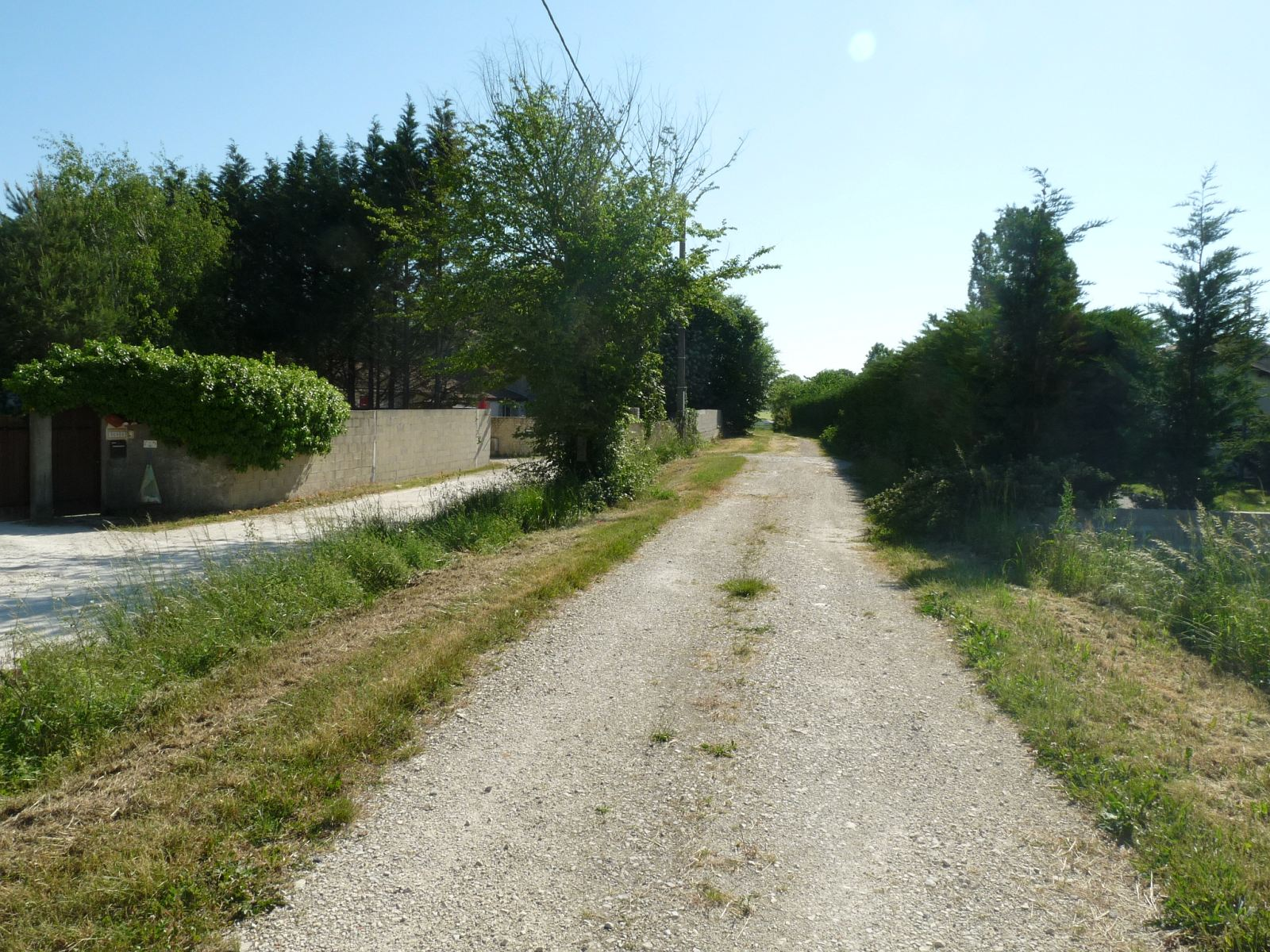
La voie à l'entrée est de Villejoubert.

À l'ouest de Coulgens, au lieu-dit l'Aiguille, la voie traverse une voie secondaire, la voie Angoulême-Bourges passant par Brigueuil, Bellac, Argenton et Issoudun.
La voie passe au nord de Tourriers, par Villejoubert, puis traverse la Charente à Montignac, juste après son croisement près de Saint-Amant-de-Boixe avec une autre voie romaine Périgueux-Poitiers (venant de Bouëx, la Simarde, et se dirigeant vers Mansle, Ruffec et Rom, et appelée localement la Chaussée ou le chemin de Sers, ou la Chaussada).
La station suivante, Germanicomagus (orthographiée erronément « Sermanicomagus » sur le document cartographique,) était une étape importante, mentionnée sur la table de Peutinger. Le théâtre gallo-romain des Bouchauds ne représente qu'une partie du site qui comprend aussi un sanctuaire avec au moins deux temples, les restes d’un aqueduc, et un ensemble d’habitats qui n’ont pas encore été explorés. La route romaine croisait à cet endroit une voie venant d'Iculisma (Angoulême, au sud-est) et qui se dirigeait sans doute vers Aunedonnacum, l'actuel Aulnay-de-Saintonge (40 km au nord-ouest).

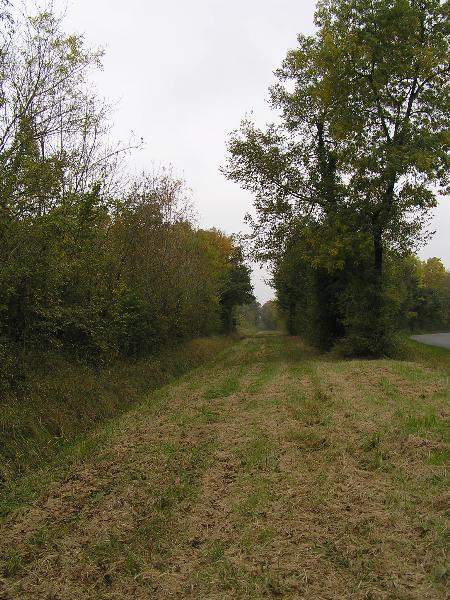
Voie entre Sainte-Sévère et Cherves-Richemont, et la D 55 qui diverge à droite.

Elle passe ensuite à Saint-Cybardeaux et Plaizac, où le Bois de la Grande Borne est un toponyme révélateur.
Une voie pavée nord-sud croise, à Herpes, une zone d'implantation franque, comme Rulle et Macqueville qui sont tout proches (1 800 tombes de Francs retrouvées en 1886 le long de ce chemin).
Ensuite, dans son tracé rectiligne jusqu'à Saint-Sauvant en Charente-Maritime, tantôt la voie est recouverte par des départementales, tantôt elle coupe à travers bois, notée sous le vocable chemin des Romains. Elle passe ainsi dans Sainte-Sévère où se trouvent les vestiges d'un camp fortifié qu'on avait pensé romain situé à 150 m au sud de la voie, au nord du bourg de Cherves, et traverse l'Antenne au pont de Saint-Sulpice.
La voie continue rive droite en Charente-Maritime par Saint-Sauvant et aboutit à Saintes, l'antique Mediolanum Santonum, en face de l'arc de Germanicus qui marquait l'entrée du pont sur la Charente, la ville gallo-romaine étant située sur l'autre rive.
De nombreuses villae romaines ont été construites le long de la voie, ainsi Rouillac devrait son nom à un certain Rullus, qui aurait bâti une villa en bordure de la voie romaine, et Chérac au propriétaire gallo-romain Carius. Il en est de même pour Sonneville.
Ceux des toponymes formés avec un nom germanique indiquent des installations franques au VIe siècle : Macco, installé à Macqueville, Emmo installé à Anville, Bradher installé à Bréville. La présence de ces Francs christianisés explique l'existence, dans l'église d'Herpes, à Courbillac, d'un baptistère du VIe siècle.

## Bornes milliaires

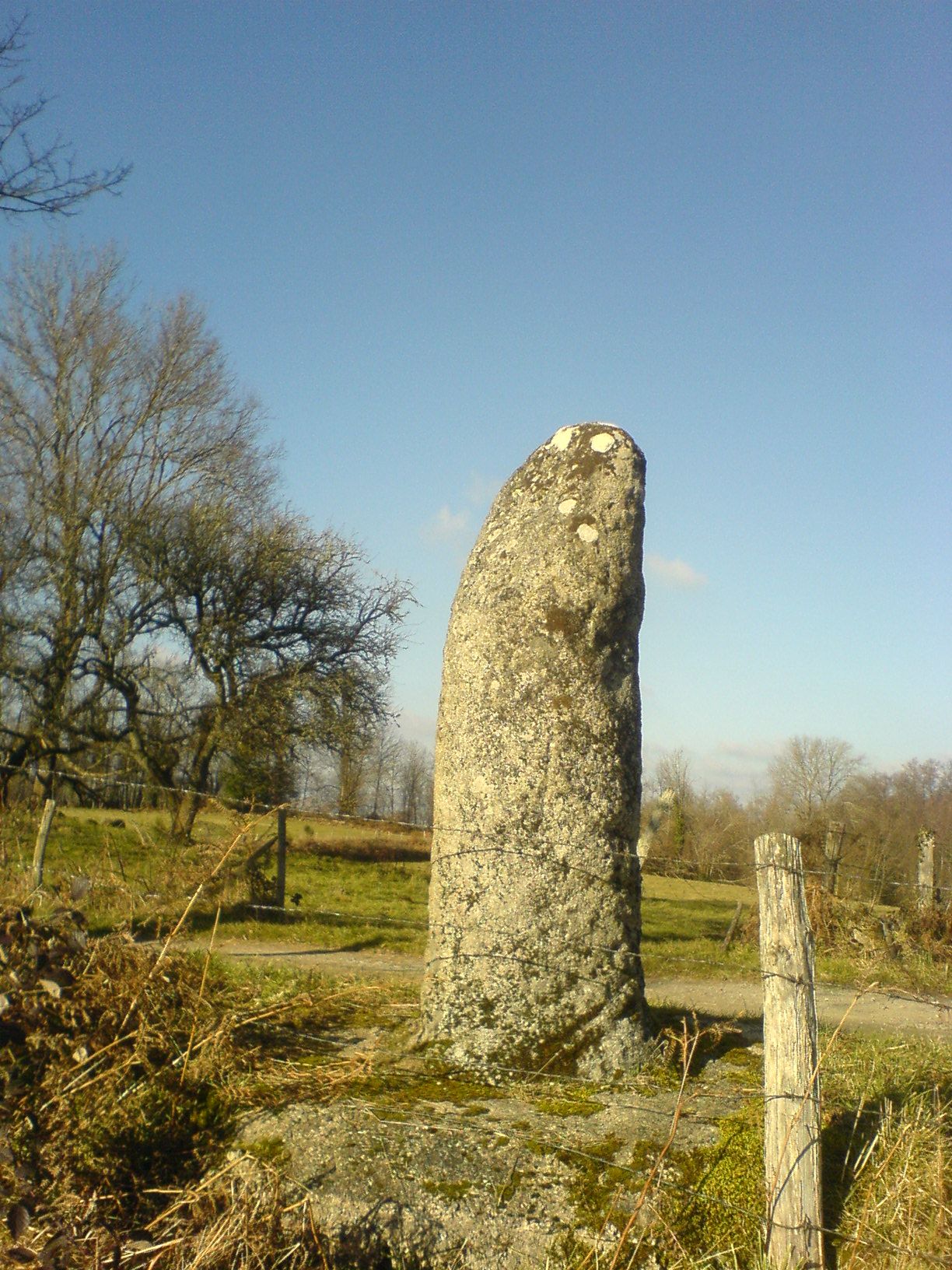
Pierre du Marteau sur la via Agrippa (Donzeil, Creuse).

Des bornes milliaires auraient été retrouvées à la limite des communes de Cherves-Richemont et Saint-Sulpice-de-Cognac en Charente[réf. nécessaire], puis toujours à Saint-Sulpice, à la limite de la Charente-Maritime, au lieu-dit Chez Rateau. Au XIXe siècle, l'abbé Michon en a repéré une au fond d'un fossé, ayant la forme d'un fût cylindrique et à base carrée, juste à l'est de l'étang du Solençon (limite Cherves-Richemont et Sainte-Sévère).
Ces bornes étaient numérotées en lieues gauloises, comme dans toute l'Aquitaine, donc la valeur était de 2,44 km ou 2,22 km si romanisées, et non en milles romains comme dans d'autres provinces de l'empire romain où la valeur était de 1,48 km,,.

## Carte de Peutinger
La table de Peutinger fait passer (ou semble faire passer) la voie Limoges-Saintes par Aunedonnacum, actuel bourg d'Aulnay-de-Saintonge. Il s'agirait de l'ancienne voie romaine avant qu'Agrippa ne fasse établir la voie directe pour relier Lugdunum à Mediolanum Santonum, via Semanicomagus. Cette ancienne voie gauloise, bifurquant de la voie d'Agrippa à l'est de Chasseneuil, passerait par Chasseneuil-sur-Bonnieure, Mansle, Charmé (voir paragraphe suivant).
On peut lire sur la carte : 

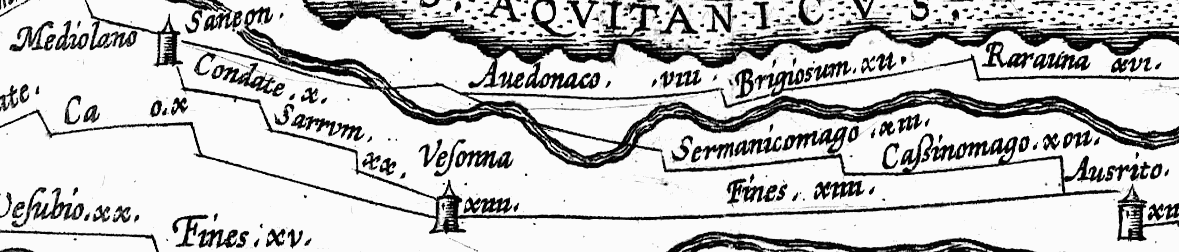

Mediolano Santon.____Avedonaco____Sermanicomago__XIII__Cassinomago__XVII__Ausrito 

soient: distance inconnue entre Mediolanum Santonum (Saintes) et Avedonacum (Aulnay), distance inconnue entre Avedonacum et Sermanicomagus, 13 lieues de Sermanicomagus à Cassinomagus (Chassenon), 17 lieues de Cassinomagus à Augustoritum (Limoges), ce qui permet de localiser plus ou moins ces étapes, malgré les erreurs, car d'après Jacques Dassié il faudrait lire :

Mediolano Santon.__XVI__Avedonaco__XVII__Sermanicomago__XXII__Cassinomago__XVII__Ausrito 

avec 1 lieue = 2,44 km
La station de Sermanicomagus (ou Germanicomagus s'il y a erreur de copiste) serait donc en fait sur cette section, entre Chassenon et Aulnay. Jacques Dassié la situe à la Terne, l'abbé Michon à Charmé. Le théâtre des Bouchauds (à Saint-Cybardeaux) ne serait donc pas Sermanicomagus. Cette agglomération gallo-romaine, sans doute plus tardive (contemporaine d'Iculisma (Angoulême)) devrait son essor à un rôle de carrefour, étant située à l'intersection d'une voie venant d'Iculisma et de la voie d'Agrippa, mais elle n'est pas encore formellement identifiée.
Les distances de la table de Peutinger, comme d'ailleurs celles des bornes milliaires, sont exprimées en lieues gallo-romaines, comme dans toute l'Aquitaine, et non pas en milles romains.

### Variante ancienne par Aulnay
En 1840, l'abbé Michon a reconnu cette voie, qui se détache de la voie d'Agrippa à Mazières, et dont il reste très peu de traces. Elle était connue sous le nom de Chemin romain dans les communes de Lussac et de Chasseneuil, et des vestiges avaient été retrouvés (pavé, villas), en particulier à la Terne (Luxé) et Charmé où serait situé Sermanicomagus (voir ci-dessus).
D'après la carte de Peutinger,  la voie rejoindrait à Aunedonnacum (Aulnay) celle venant de Limonum (Poitiers) pour se diriger vers Mediolanum Santonum (Saintes).
Pour A.-F. Lièvre, cette variante est complètement imaginaire, au moins entre la Terne et Aulnay,.
- Voir le tracé sur Google Maps[24].